# Alenia C-27J Spartan
O Alenia C-27J Spartan é um avião de transporte aéreo táctico de média capacidade. Trata-se de um derivado avançado do Aeritalia G.222 com os motores e aviônicos do  Lockheed Martin C-130J Super Hercules.

## Design e desenvolvimento
Em meados do ano de 1995, a Alenia e Lockheed Martin iniciaram discussões para melhorar o projeto do avião G.222 da Alenia, utilizando o glass cockpit do C-130J e também uma versão mais potente do motor T64G já utilizado pelo G.222 a qual utilizava hélices de três pás.

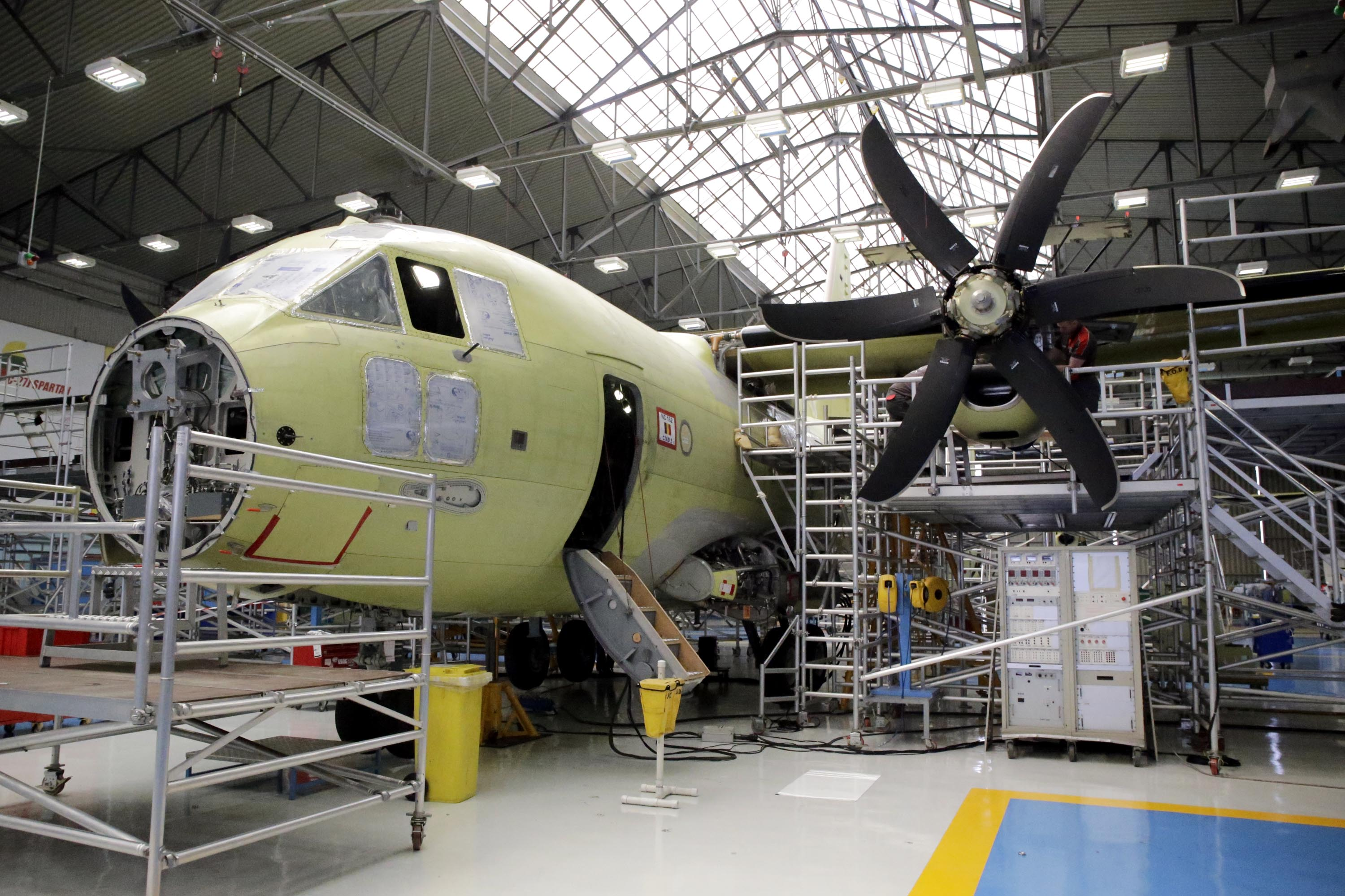
O C-27J Spartan em linha de montagem na Itália

Em 1996, iniciou-se um programa para um G.222 melhorado, denominado C-27J; Tal designação vem da derivação da sigla C27A adotada pelos EUA para o emprego do avião G.222. Em 1997, a Alenia e a Lockheed Martin formaram a Lockheed Martin Alenia Tactical Transport Systems (LMATTS) para desenvolver o novo modelo C-27J. O projeto mudou para se utilizar o motor Rolls-Royce AE 2100 já utilizados pelo C-130J Super Hercules e que faz uso de hélices de seis pás. Outras mudanças empregadas no novo projeto foram o uso de sistemas MIL-STD-1553 totalmente digitais e arquitetura aviônica, e um compartimento de carga atualizada para uma maior uniformidade. Com isso o C-27J teve um aumento de 35% no seu alcance e uma velocidade de cruzeiro 15% mais rápida comparados com o antigo G.222.
O C-27J voou pela primeira vez em 24 de setembro de 1999. Dois meses depois, a Força Aérea Italiana se torna o primeiro cliente do C-27J, realizando uma encomenda de 12 Spartans. Na época, o C-27J tinha um preço básico de US$ 24 milhões.  O programa de certificação contou com mais de 400 horas de testes de voo durante pelo menos 1 ano. A aeronave recebeu a certificação civil da Autoridade Italiana de Aviação Civil no Paris Air Show em junho de 2001. A certificação militar ocorreu no final do mesmo ano, em 20 de dezembro de 2001.

## Variantes

### AC-27J Stinger II
O AC-27J é uma variante multimissão armado com canhão e que foi proposto para a Força Aérea dos Estados Unidos com a função de dar apoio a tropas terrestres e substituir os envelhecidos Lockheed AC-130.  O AC-27J seria equipada com câmeras full-motion e utilizado para apoiar infiltrações secretas e outras operações terrestres, armada com um canhão de 30 ou 40 milímetros e o emprego de munições guiadas com precisão (PGM – Precision Guided Munition), como por exemplo o uso de bombas GBU-44/B Viper Strike.

### EC-27 "Jedi"
Em 2010, a Força Aérea Italiana anunciou o lançamento de um pacote de guerra eletrônica para sua frota de C-27 no âmbito do programa de interferência e instrumentação de defesa eletrônica (JEDI). Uma das capacidades anunciada para a aeronave era a interferência nas comunicações de rádio e, em particular, dos detonadores remotos comumente usados em dispositivos explosivos improvisados (IEDs). Em 2015 foi informado que um novo sistema "Jedi 2" aprimorado estava sendo desenvolvido para fornecer maiores capacidades de guerra eletrônica.

### HC-27J
O HC-27J é uma variante modificada para vigilância e destinada para a Guarda Costeira dos Estados Unidos. Um total de 14 aeronaves C-27J foram convertidos para o padrão HC-27J a fim de realizar tarefas de patrulha marítima, vigilância, busca e resgate de médio alcance, interceptação de tráfico de drogas e emigrantes, e para missões de socorro a desastres. A última aeronave foi entregue em Outubro de 2017 para a Guarda Costeira dos EUA. 

### MC-27J

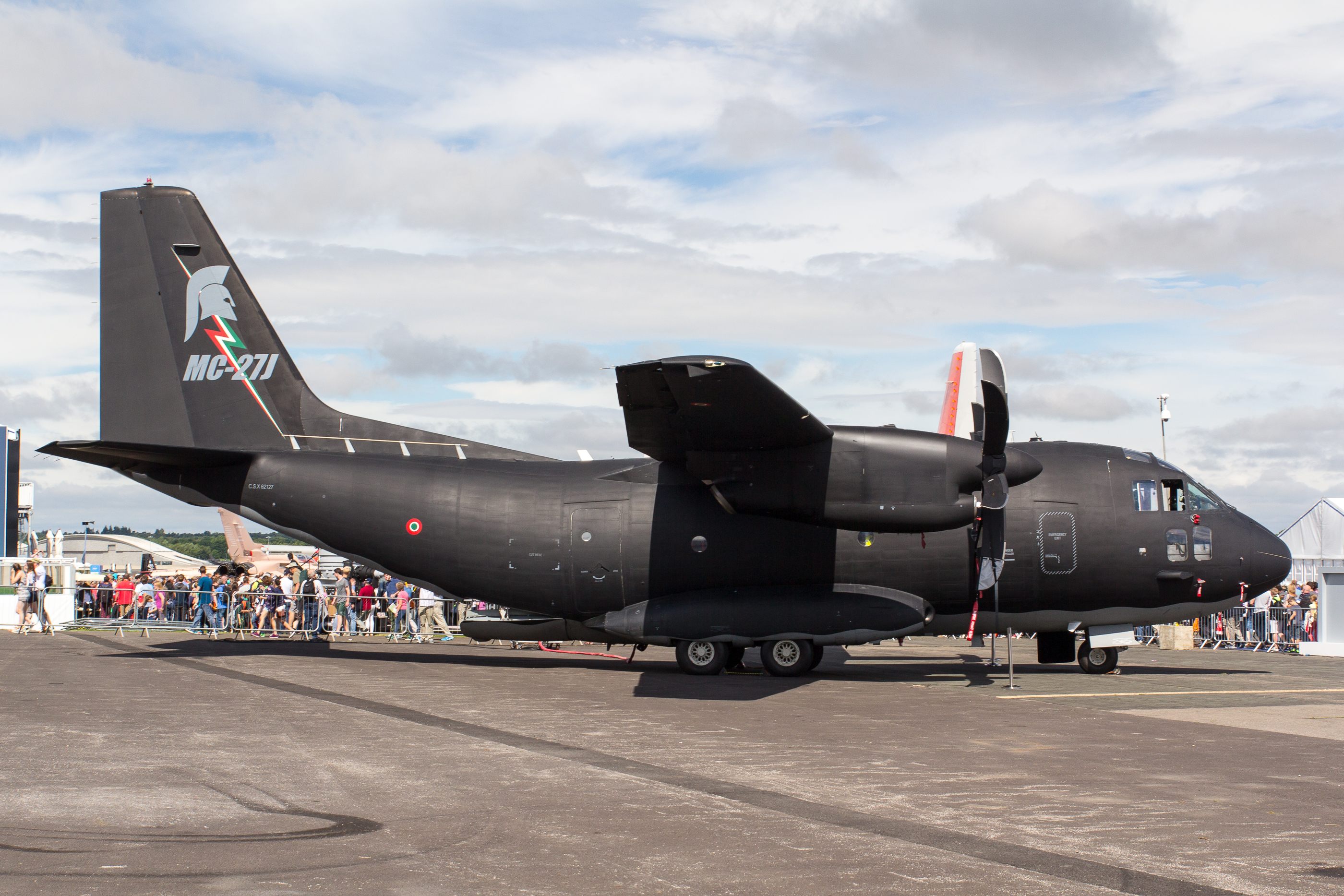
Alenia MC-27J.

O MC-27J é uma variante para fins multimissão, incluindo Comando e Controle, Comunicações, Inteligência, Vigilância, Reconhecimento (C3-ISR), Inteligência de Sinais (SIGINT) e operações de Apoio ao Combate. A Força Aérea Italiana converteu três C-27Js para o padrão MC-27Js em 2016.

## Operadores
Austrália
- Real Força Aérea Australiana: adquiriu 10 aeronaves em maio de 2012, recebendo  o primeiro exemplar a partir do ano de 2015[9]. Estas aeronaves estão sendo operadas pelo Esquadrão N.º 35 da RAAF.

 Bulgária
- Força Aérea da Bulgária: recebeu a encomenda de três aviões em Março de 2011.[10]

 Chade
- Força Aérea do Chade: Opera com 2 aviões, tendo recebido entre os anos de 2013 e 2014[11].

 Grécia
- Força Aérea Grega: 12 aviões encomendados, 8 recebidos.

 Itália
- Força Aérea Italiana: 12 aviões encomendados, 12 recebidos.

 Quênia
- Força Aérea do Quénia: Assinou o contrato de aquisição de 3 aviões em Julho de 2018[12].

 Lituânia
- Força Aérea Lituana: 3 aviões recebidos até Outubo de 2009.[13]

 Marrocos

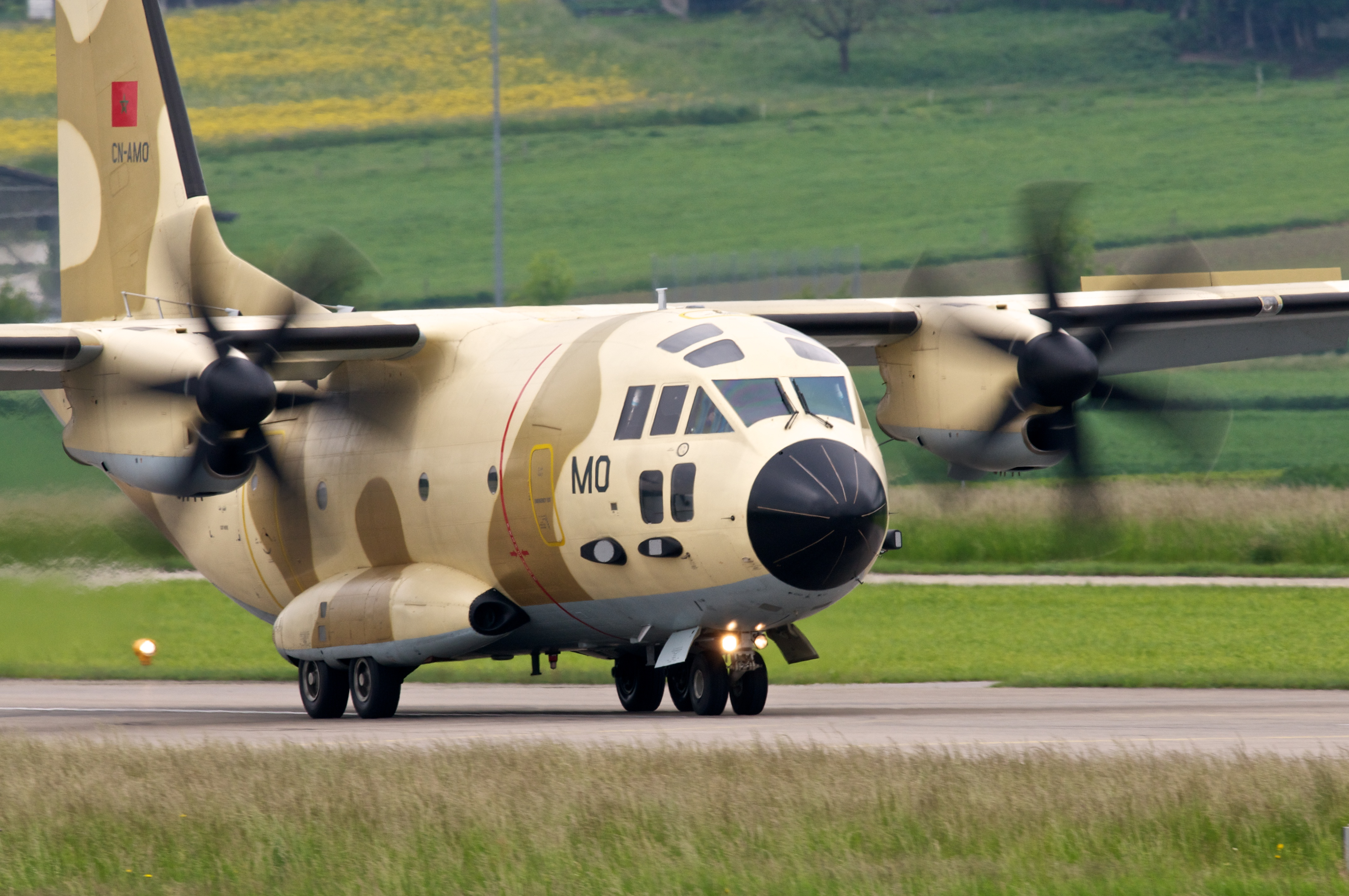
Um C-27J da Real Força Aérea Marroquina.

- Real Força Aérea Marroquina: 4 encomendados, 3 recebidos.

 México
- Força Aérea Mexicana: Uma encomenda de 4 C-27Js foi assinada em 6 de Julho de 2011.[14]

 Peru
- Força Aérea do Peru: Realizou a encomenda de 2 aeronaves em Novembro de 2013[15]. A partir de 2023 a Força Aérea Peruana deverá adquirir mais 2 aeronaves, totalizando 4 aviões[16].

 Roménia
- Força Aérea Romena: 7 aviões encomendados com 2 a operar em Abril de 2010, e outros 5 com entrega agendada até 2012.[17]

 Eslováquia
- Força Aérea da Eslováquia: escolheu o C-27J e está a negociar uma encomenda de pelo menos dois aviões.[18]

 Eslovênia
- Força Aérea da Eslovénia: Firmou o contrato para aquisição de 2 aeronaves em Novembro de 2021, tendo recebido a primeira em Dezembro de 2023[19].

 Estados Unidos
- Exército dos Estados Unidos: exigência de até 75 aviões para a Army National Guard. Dois aviões foram recebidos até Abril de 2009.
- Força Aérea dos Estados Unidos: exigência de até 70 para o Air Force Special Operations Command e a Air National Guard.  Em 2009, foi concedido à Força Aérea dos Estados Unidos o controle de todos os C-27Js das forças militares dos Estados Unidos.

 Turquemenistão
- Força Aérea do Turquemenistão: Adquiriu 2 aeronaves C-27J sendo que a primeira unidade foi entregue em Junho de 2021. As aeronaves estão sediadas no Esquadrão N.º 37 da base aérea de Ashkhabad Bezmein, em Asgabade[20].

 Zâmbia
- Força Aérea da Zâmbia: Adquiriu 2 aeronaves C-27J em 2015, tendo as entregas ocorridas no final do ano de 2018 e substituindo as antigas aeronaves BAe 748S[21].

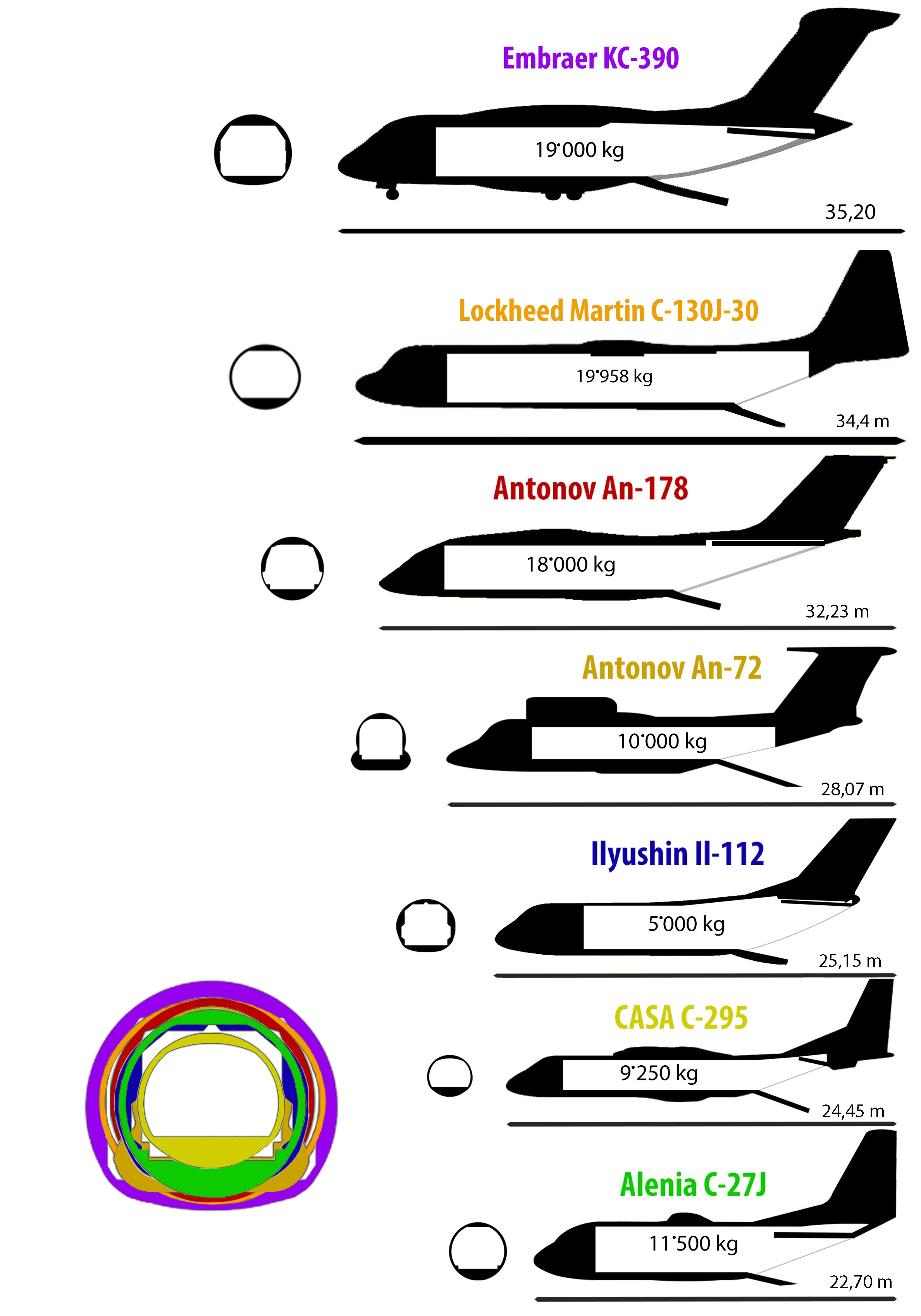
Confronto do C-27J com outras aeronaves

|  |

## Especificações (Alenia C-27J Spartan)
Dados de: Leonardo S.p.A.
Descrições gerais
- Tripulação: 2 + 1 (loadmaster quando necessário)
- Capacidade: 

  - 60 passageiros ou
  - 46 paraquedistas ou
  - 36 macas e 6 médicos
- Comprimento: 22,7 m (74 ft)
- Envergadura: 28,7 m (94 ft)
- Altura: 9,64 m (32 ft)
- Área alar: 82 m² (883 ft²)
- Peso vazio: 17 500 kg (38 600 lb)
- Peso de decolagem: 32 500 kg (71 600 lb)

Motorização
- Número de motores: 2x
- Tipo do motor: Turboélice
- Fabricante/modelo: Rolls-Royce AE 2100
- Potência por motor: 4 637 hp (3 460 kW)

Performance
- Velocidade máxima: 602 km/h (374 mph)
- Velocidade de cruzeiro (km/h): 583 km/h (362 mph)
- Velocidade total em Mach: 0,476 Ma
- Velocidade total em Nó: 315 kn (583 km/h)
- Alcance: 5 852 km (3 640 mi)
- Razão de subida: 7,8 m/s
- Tecto de serviço: 9 144 m (30 000 ft)
- Força G: 3 G

Equipamentos de orientação
- Aviônicos: MIL-STD-1553